# 강민주 (1965년생 가수)
강민주(본명: 김화연, 1965년 11월 24일 ~ )은 대한민국의 가수이다.

## 경력
- 2019년 제6회 한중치맥축제 홍보대사

## 데뷔
- 1989년 1집 앨범 "여백"

## 음반
- 1989년 1집 여백
- 1997년 2집 난 너무 뜨거운가봐
- 2000년 3집 사랑의 성(城)
- 2003년 4집 톡톡 쏘는 남자
- 2006년 로맨스 사랑
- 2010년 욕심없는 여자 / 회룡포
- 2016년 내 사랑 연가

## 수상
- 1987년 KBS 신인가요제 대상 수상